# 시마모토 스미

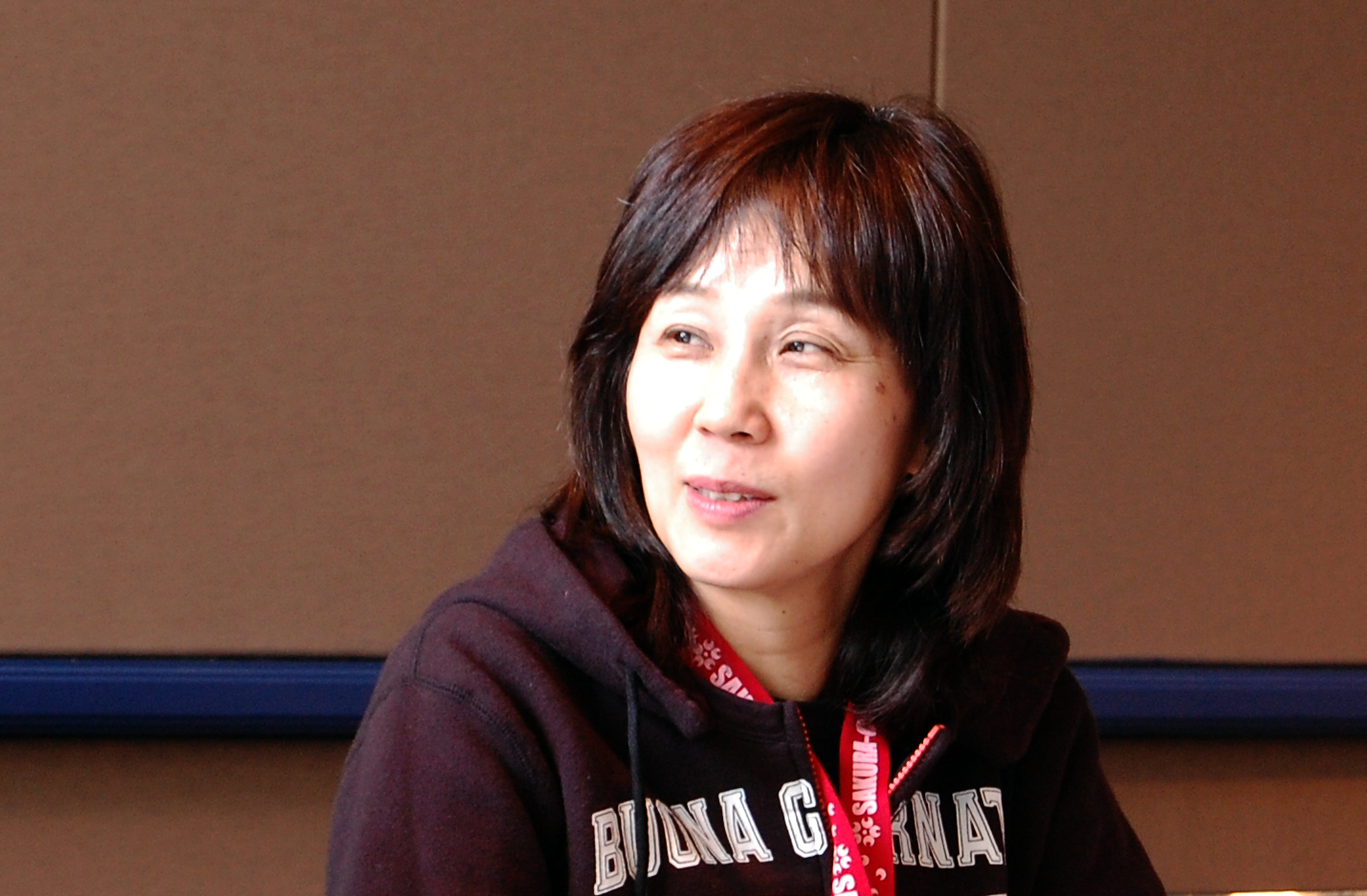

코시카와 스미(越川 須美, 1958년 12월 3일 ~ )는 일본의 여성 성우이다. 고치현 고치시 출신. 도호가쿠인 예술단기대학(桐朋学園芸術短期大学)을 졸업하였다. 게키단 세이넨자, 오사와 사무소 등을 거쳐 현재는 프리랜서
성우로서는 '바람 계곡의 나우시카'에서 나우시카 역을, '루팡 3세 칼리오스트로의 성'에서 히로인 역인 클라리스 공주를, '소공녀 세라'의 세라 역, '메존일각'의 오토나시 교코 역, '명탐정 코난'의 쿠도 유키코 역 등을 연기하였다. 또, '젝섹스'의 모든 음성(공식적으로는 이레네만을 연기한 것으로 되어 있었으나, 후에 자신이 모든 음성을 맡아했다고 밝혔다)을 맡았다.

## 주요 출연작품

### TV 애니메이션
1971년
- 루팡 3세 (클라리스)

1973년
- 도라에몽 (키스케 (나무돌이))

1979년
- 울트라맨 (호시카와 무츠미)

1981년
- 우주선장 율리시즈 (유미)

1984년
- 몽전사 윙맨 (마츠오카 케이코)

1985년
- 소공녀 세라 (세라 크루)
- 슈퍼 K (로미나 라도리오 공주)

1986년
- 오즈의 마법사 (도로시)

1987년
- 80일간의 세계일주 (티코)

1988년
- 키테레츠 대백과 (키테 미치코 (엄마))
- 날아라 호빵맨 (식빵맨)

1989년
- 밀림의 왕자 레오 (료나, 에라이자 (일레자))
- 피터팬의 모험 (팅커벨)
- 천공전기 슈라토 (비슈느)

1990년
- 피그마리오 (여신 올리에)

1991년
- 디어 브라더 (아사카 레이 (이승희))
- 쌍둥이 대소동 (힐러리 웬트워스)

1992년
- 수퍼 빅쿠리맨 (메카터틀)
- 금발의 제니 (콘라드 수녀)
- 플란다스의 개: 나의 파트라슈 (이베트)
- 미캉의 그림일기 (쿠사라기 키쿠코 (한별의 어머니))
- 꽃의 천사 메리벨 (엄마벨)
- 엄마는 4학년 (야마구치 사와코)

1993년
- 포코냥 (와카바 모모코 (담임선생님))

1994년
- 빨간 망토 차차 (시로네코 (흰괭이), 피스케 (삐삐삐), 울랄라 교장선생님, 캉캉)

1995년
- 폭렬헌터 (대모님 (오로라))

1996년
- 명탐정 코난 (후지미네 유키코 (이하연))
- 바람의 검심 -메이지 검객 낭만담- (세키하라 타에)
- 하멜의 바이올린 (호른)

1997년
- 심해전설 머메노이드 (해설)

1998년
- 프린세스 나인 (하야카와 시노)
- 이트맨 98 (코코)

2000년
- 유희왕 듀얼몬스터즈 (신관 아이시스, 이시즈 이슈타르)

2003년
- 인어의 숲 (칸나키 토와)
- 어벤져 (웨스터)

2005년
- 슈가슈가룬 (캔디 여왕)

2006년
- 키라링 레볼루션 (루나)

2007년
- 엠마 : 영국 사랑 이야기 제2막 (오렐리아 존스)
- 러키 스타 (이즈미 카나타)

2008년
- 야쿠시지 료코의 괴기사건부 (이스루기 루리코)
- 포르피의 기나긴 여행 (아네크)

2009년
- 매일 엄마 (해설)

2011년
- 프랙탈 (모란)

### 극장용 애니메이션
1983년
- 유니코 -마법의 섬에- (체리 (쉐리))

1984년
- 바람계곡의 나우시카 (나우시카)

1985년
- 루믹월드 1 : 불의 여행자 (스즈코)

1986년
- 산호초 전설 푸른 바다의 엘피 (엘피)

1988년
- 이웃의 토토로 (엄마)
- 매종일각 (오토나시 쿄코)

1993년
- 바다가 들린다 (미카)

1997년
- 명탐정 코난 극장판 (쿠도 유키코 (이하연))
- 모노노케 히메 (토키)

2011년
- 별을 쫓는 아이 (리사)

2016년
- 명탐정 코난 에피소드 “원” 작아진 명탐정 (쿠도 유키코)

2021년
- 용과 주근깨 공주 (스즈의 어머니)

### OVA
1985년
- 싸워라 익저-1 (바이올렛)

1989년
- 수천동자 (시라토리 미유키)

1990년
- 싸워라 익저3 (시스터 그레이)

1991년
- 여기는 그린우드 (하스카와 스미레)
- 자이언트 로보 : 지구가 정지하는 날 (긴레이 (은령))

1992년
- 도쿄 바빌론 (카시와기 키리코)

1996년
- 파이어 엠블렘 (에리스)

1997년
- 정글로 가자 (론고)

1998년
- 성소녀함대 버진프리트 (우미노 시오카제)